# Makkai Piroska
Makkai Piroska, Medve Andrásné (Domány, 1910. február 23. – Budapest, 1998. május 12.) erdélyi származású magyar grafikus, festőművész. Testvéröccse Makkai Endre.

## Életútja
Bányász családból származott. Polgári iskolát Petrozsényben (1929), művészeti tanulmányokat Kolozsvárt a Szépművészetek Iskolájában (1933) végzett, egy ideig a kolozsvári Irisz Porcelángyárban dolgozott (1933-34), majd folytatta szaktanulmányait a budapesti Képzőművészeti Főiskolán (1935). Középiskolai rajztanárként működött Nagyváradon, Szászrégenben és Nagybányán (1944-től), utóbbi helyen 1949-ben festőiskolát szervezett.
1938-ban férjhez ment, négy év alatt három gyermeket szült, miközben állandóan festett, fametszeteket készített. 1943-ban 26 metszetet tartalmazó könyve jelent meg Kolozsváron. Férje ebben az évben bevonult katonának, s 1955-ig nem tudtak róla, amikor mint szabadult hadifoglyot Magyarországra vitték. Makkai Piroska 1956-ban gyermekeivel Magyarországra költözött családegyesítés címén. Ott is rajztanár volt 1965-ig, amikor nyugalomba vonult.

## Munkássága
Először az Ellenzék hasábjain szerepelt (1933). Fametszetei jelentek meg a Keleti Újság, Brassói Lapok, Pásztortűz, Erdélyi Helikon, később a Világosság, Falvak Népe, Dolgozó Nő, Korunk hasábjain. Elkészítette Ady Endre, Benedek Elek, Bolyai Farkas, József Attila, Molter Károly, Szabó Dezső, Szentimrei Jenő, Tabéry Géza, Ziffer Sándor "grafikai arcképeit", több író és művész könyvjegyét. Fametszet-sorozatokat készített a magyar ősmondák világáról, hős magyar asszonyokról, a két Bolyairól, saját életéről, s 42 metszetben örökítette meg Bartók Béla életét és életművét.
A két Bolyai életével hosszú időn keresztül behatóan foglalkozott, több helyen megjelent és bemutatott fametszeteiből halála után jelent meg a Fiú és apa című kötet a Válasz Kiadónál (összesen 21 metszet).

## Kiállításai
Erdélyi kiállítások mellett (Kolozsvár, Nagybánya, Lupény) Prágában, Moszkvában és Szófiában is bemutatta alkotásait.
1981-ben a kolozsvári Korunk Galériában gyűjteményes kiállítást rendeztek fametszeteiből.

## Önálló albumaiból
- Az asszony, Szabédi László előszavával, Méhkas kiadás, Kolozsvár, 1943)
- Toldalag, Szentimrei Jenő előszavával, Nagybánya. 1944.
- Fiú és apa. Bolyai János és Bolyai Farkas életéből fába metszette M. Makkai Piroska. A kísérőszöveget írta Weszely Tibor, Válasz kiadó, 2003.

## Társasági tagság
- A Barabás Miklós Céh tagja volt.